# I'm Yours (Jason Mraz)
I'm Yours è un singolo del cantautore statunitense Jason Mraz, pubblicato il 12 febbraio 2008 come primo estratto dal terzo album in studio We Sing. We Dance. We Steal Things.

## Descrizione
La canzone era stata originariamente pubblicata in un EP a tiratura limitata intitolato Extra Credit nel 2005 per promuovere l'uscita del suo secondo album Mr. A-Z. Il singolo è stato reso disponibile su iTunes ed altri siti specializzati il 12 febbraio 2008.

## Video musicale
Il videoclip ha esordito sui canali tematici nel marzo 2008 e comincia con Mraz su un aeroplano mentre vengono mostrati diversi scenari balneari delle Hawaii. Il video prosegue mostrando il cantautore a bordo di diversi mezzi, fra cui un taxi e un furgone. Alla fine il cantante arriva in un parco dove incontra altra gente. In seguito Mraz viene ripreso mentre nuota nei pressi di una cascata (le Maunawili Falls), mentre fa surf nell'oceano e infine mentre esegue il brano su una piccola imbarcazione.
Le riprese del video sono avvenute principalmente nelle isole Kauai e Oahu, dell'arcipelago delle Hawaii, mentre l'aeroporto all'inizio del video è l'Honolulu International Airport. L'ultima spiaggia visibile nel video è quella di Hanalei Bay, nelle Hawaii.

## Tracce
1. I'm Yours (Radio Edit) – 3:35
2. I'm Yours (Album Version) – 4:03

## Classifiche
| Classifica                   | Posizione più alta |
| ---------------------------- | ------------------ |
| Australia                    | 7                  |
| Austria                      | 2                  |
| Canada                       | 3                  |
| Danimarca                    | 3                  |
| Finlandia                    | 11                 |
| Francia                      | 1                  |
| Germania                     | 8                  |
| Italia                       | 5                  |
| Norvegia                     | 1                  |
| Svezia                       | 1                  |
| Spagna                       | 6                  |
| Svizzera                     | 6                  |
| U.S. Billboard Hot 100       | 6                  |
| U.S. Billboard Adult Top 40  | 12                 |
| U.S. Billboard Digital Songs | 14                 |
| U.S. Billboard Pop 100       | 42                 |